# Трамбуз, Арно
Арно Трамбуз фр. Arnaud Trambouze (родился 8 апреля 1976, Флоренция) — французский кинорежиссёр, сценарист, фотограф, скульптор, мореплаватель.
Начинает как актер и режиссёр авангардных фильмов, с 2007 года работает как документалист.

## Фильмография
- 2014 — Она не оскорбляет на родном языке / Elle n'insulte pas dans sa langue natale (постпродакшн)
- 2013 — Три чучела в Земле чистых / Trois épouvantails au Pays des purs (постпродакшн)
- 2012 — Охрана зоопарка / Les gardiens du Zoo
- 2008 — Пакистан / Pakistan (по заказу правительства Мушарафа)
- 2008 — Obscuritas in tenebris / Obscuritas in tenebris
- 2007 — Реальный тюнинг / Tuning For Real
- 2005 — Падение тел / La chute des graves
- 2005 — Фото в Эдеме /Eden Photo
- 2004 — Между тенью и светом / Entre l’ombre et la lumière
- 2002 — Последний из людей / fr Le dernier des hommes